# Economia do café

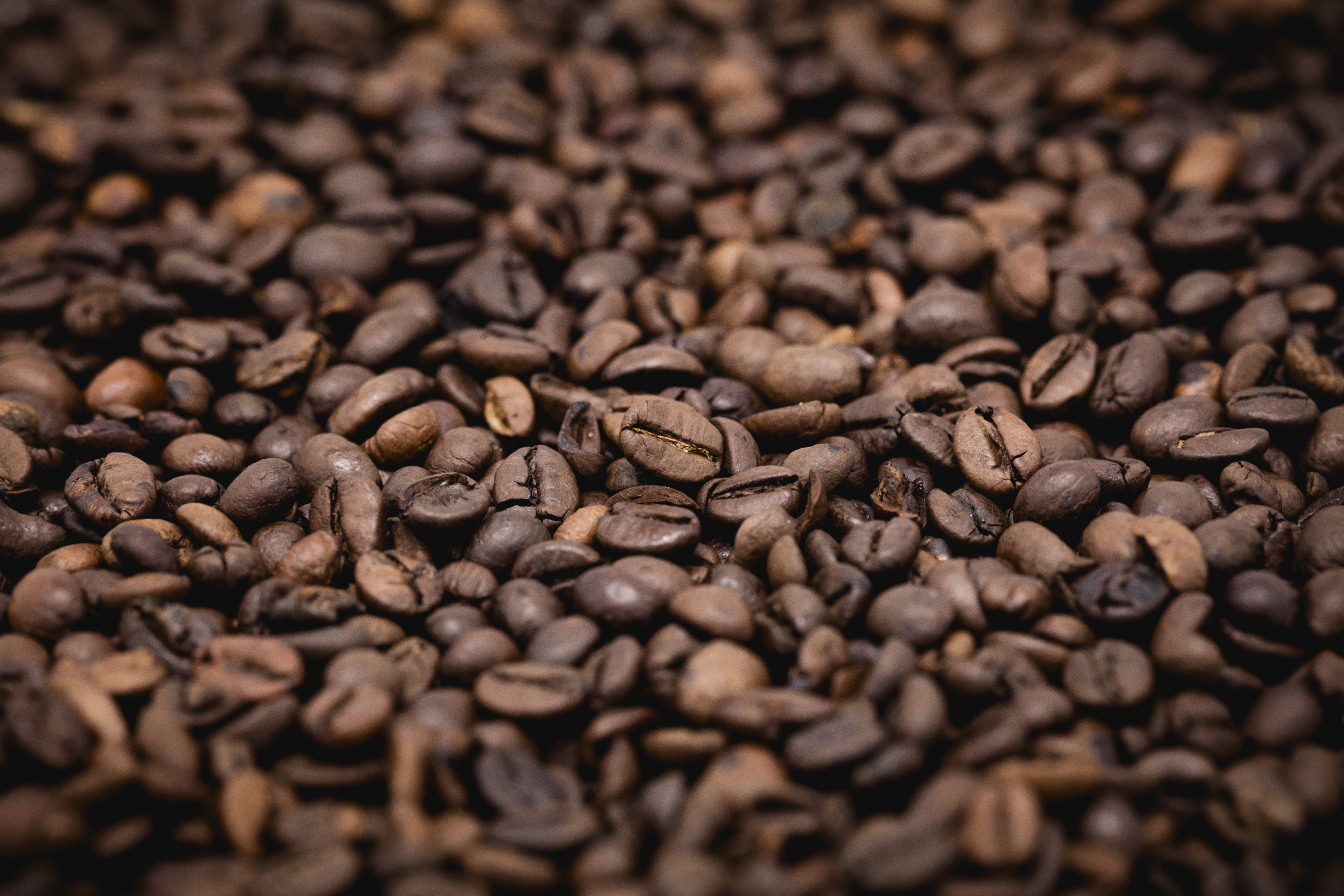
Grãos de café

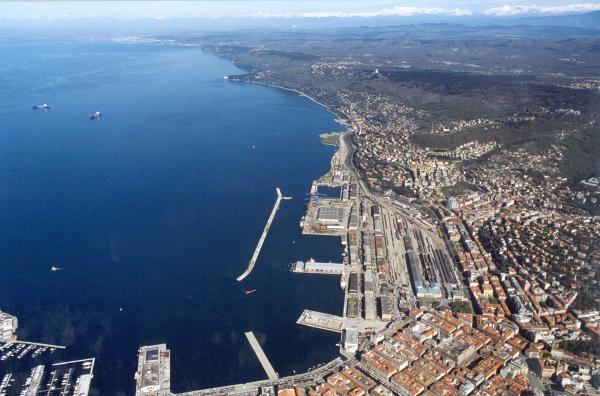
O antigo porto de Trieste, onde a maior parte do café para a Europa Central foi movimentado por muito tempo

O café é uma bebida popular e uma mercadoria importante. Dezenas de milhões de pequenos produtores em países em desenvolvimento ganham a vida cultivando café. Mais de 2,25 bilhões de xícaras de café são consumidas no mundo diariamente. Mais de 90% da produção de café ocorre em países em desenvolvimento — principalmente na América do Sul — enquanto o consumo ocorre principalmente em economias industrializadas. Há 25 milhões de pequenos produtores que dependem do café para sobreviver no mundo todo. É uma cultura que exige mais mão de obra do que culturas alternativas das mesmas regiões, como a cana-de-açúcar ou a pecuária, pois seu cultivo não é automatizado, exigindo frequente atenção humana.
O café é uma importante mercadoria de exportação e foi a principal exportação agrícola para 12 países em 2004; a sétima maior exportação agrícola legal do mundo, em valor, em 2005; e "a segunda mercadoria mais valiosa exportada pelos países em desenvolvimento", de 1970 a cerca de 2000, o que é frequentemente mal declarado — ver mercado de commodities de café. Os grãos de café não torrados, ou verdes, constituem uma das commodities agrícolas mais negociadas no mundo; a commodity é negociada em contratos futuros em muitas bolsas, incluindo a New York Board of Trade, New York Mercantile Exchange e a New York Intercontinental Exchange. Importantes centros de comércio e processamento de café na Europa são Hamburgo e Trieste

## Produção mundial
| Os Dez Maiores Produtores de Café Verde – 2011 (milhões de toneladas métricas) | Os Dez Maiores Produtores de Café Verde – 2011 (milhões de toneladas métricas) |
| ------------------------------------------------------------------------------ | ------------------------------------------------------------------------------ |
| Brasil                                                                         | 2,70                                                                           |
| Vietname                                                                       | 1.28                                                                           |
| Indonésia                                                                      | 0,63                                                                           |
| Colômbia                                                                       | 0,47                                                                           |
| Índia                                                                          | 0,40                                                                           |
| Etiópia                                                                        | 0,37                                                                           |
| Peru                                                                           | 0,33                                                                           |
| Honduras                                                                       | 0,28                                                                           |
| México                                                                         | 0,25                                                                           |
| Guatemala                                                                      | 0,24                                                                           |
| Total mundial                                                                  | 8.46                                                                           |
| Fonte: Organização das Nações Unidas para a Alimentação e a Agricultura (FAO)  |                                                                                |

Pelo menos 20 a 25 milhões de famílias ao redor do mundo vivem do cultivo de café. Com uma média de cinco pessoas por família, mais de 100 milhões de pessoas dependem do cultivo de café. Um total de 10,3 milhões de toneladas de café verde foram colhidas em todo o mundo em 2018.
Em 2016, as exportações globais de café foram de US$ 19,4 bilhões. O café não é o segundo produto comercial mais importante do mundo depois do petróleo, mas é o segundo produto comercial mais importante exportado pelos países em desenvolvimento. Para alguns países, como Timor Leste, esse é o único item de exportação que vale a pena mencionar. As vendas de café flutuam fortemente: por exemplo, caíram de 14 bilhões de dólares americanos em 1986 para 4,9 bilhões de dólares americanos no ano de crise de 2001/2002. Esta chamada crise do café durou vários anos, com consequências para os produtores de café em todo o mundo.
Os grãos de diferentes países ou regiões geralmente podem ser distinguidos por diferenças de sabor, aroma, corpo, acidez e circunferência (textura) Essas características de sabor dependem não apenas da região de cultivo do café, mas também de subespécies genéticas (variedades) e processamento.

## Consumo
O consumo global de grãos de café varia de acordo com o tipo, sendo o Arábica e o Robusta os mais populares. O café arábica, conhecido por seu sabor mais suave e menor teor de cafeína, domina o mercado, respondendo por cerca de 60% do consumo global. O Robusta, apreciado por seu sabor forte e maior teor de cafeína, representa cerca de 40% do mercado. Feijões especiais como Liberica e Excelsa são consumidos com menos frequência, mas são valorizados por seus sabores únicos. As tendências indicam um interesse crescente em grãos especiais e de origem única, impulsionado pelo movimento do café especial e pelo desejo do consumidor por experiências únicas com café.

## Preços

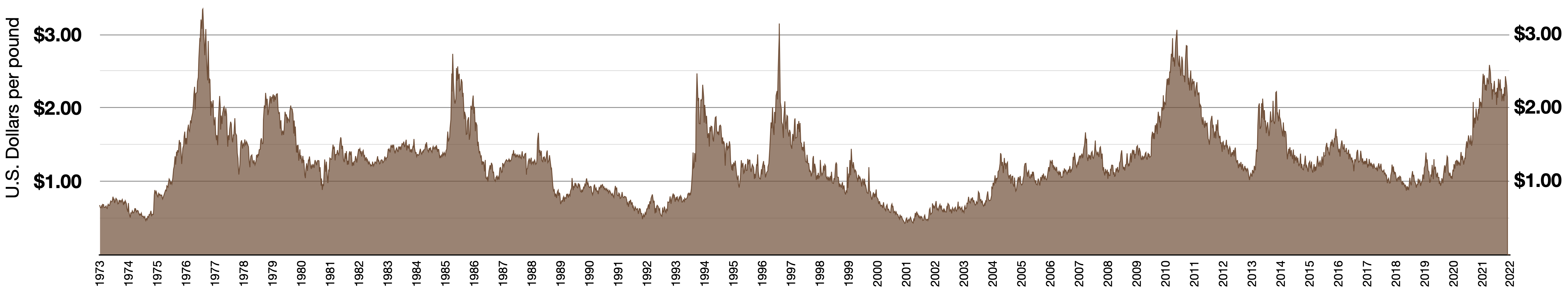
Preços do café 1973–2022

De acordo com o Índice Composto do grupo de países exportadores de café sediado em Londres, a Organização Internacional do Café, as médias mensais dos preços do café no comércio internacional ficaram bem acima de 1.000 centavos de dólar americano/lb durante as décadas de 1920 e 1980, mas depois caíram no final da década de 1990, atingindo um mínimo em setembro de 2001 de apenas 417 centavos de dólar americano por lb e permaneceram baixas até 2004. As razões para este declínio incluíram o colapso do Acordo Internacional do Café de 1962-1989 devido às pressões da Guerra Fria, que tinha mantido o preço mínimo do café em 1,20 dólares americanos por libra.
A expansão das plantações de café brasileiras e a entrada do Vietnã no mercado em 1994, quando o embargo comercial dos Estados Unidos contra o país foi suspenso, aumentaram a pressão de oferta sobre os produtores. O mercado premiou os fornecedores de café vietnamita mais acessíveis com o comércio e fez com que produtores de café menos eficientes em muitos países, como Brasil, Nicarágua e Etiópia, não conseguissem viver de seus produtos, que muitas vezes tinham preços abaixo do custo de produção.

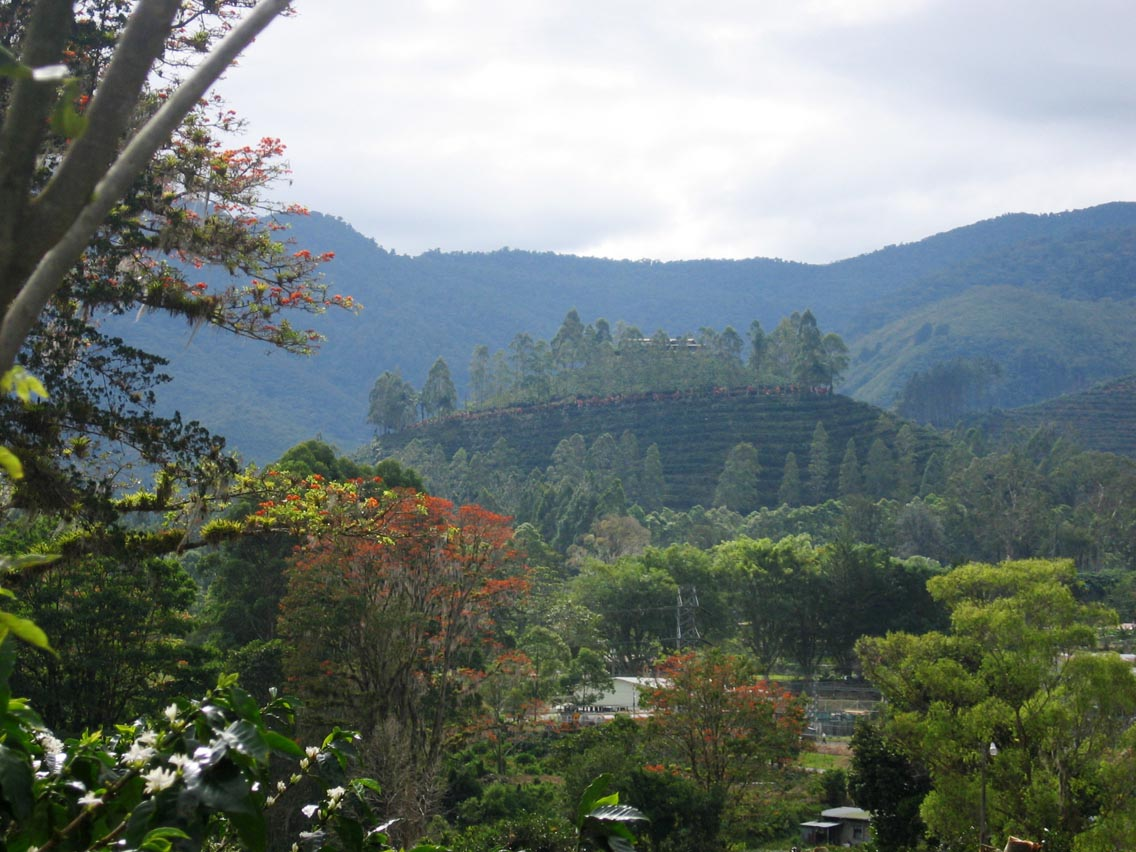
Uma plantação de café em uma colina perto de Orosí, Costa Rica

A queda no custo dos ingredientes do café verde, embora não seja o único componente de custo da xícara final servida, ocorreu ao mesmo tempo que a popularidade dos cafés especializados aumentou, que vendiam suas bebidas a preços sem precedentes. De acordo com a Specialty Coffee Association of America, em 2004, 16% dos adultos nos Estados Unidos bebiam café especial diariamente; o número de lojas de varejo de café especial, incluindo cafés, quiosques, carrinhos de café e torrefadores de varejo, chegou a 17.400 e as vendas totais foram de US$ 8,96 bilhões em 2003.
No entanto, o café especial não é frequentemente comprado em bolsas de mercadorias — por exemplo, a Starbucks compra quase todo o seu café através de contratos privados plurianuais que muitas vezes pagam o dobro do preço da mercadoria.
Em 2005, no entanto, os preços do café subiram (com as médias mensais do Índice Composto da ICO acima mencionadas entre 78,79 (setembro) e 101,44 (março) centavos de dólar americano por libra). Esse aumento provavelmente foi causado por um aumento no consumo na Rússia e na China, bem como por uma colheita que foi cerca de 10 a 20 % menor do que nos anos recordes anteriores.
Os preços aumentaram entre 2005 e 2009 e acentuadamente no segundo semestre de 2010 devido aos receios de uma má colheita nos principais países produtores de café, com o preço indicativo da OIC a atingir 231 em Março de 2011.

## Cadeia de commodities para a indústria do café
|  |  |

A indústria do café tem atualmente uma cadeia de commodities que envolve produtores, intermediários, exportadores, importadores, torrefadores e varejistas antes de chegar ao consumidor.
Grandes propriedades e plantações de café geralmente exportam suas próprias colheitas ou têm acordos diretos com uma empresa transnacional de processamento ou distribuição de café.
O café verde é então adquirido pelos importadores aos exportadores ou aos grandes proprietários de plantações. Os importadores mantêm estoques de grandes cargas de contêineres, que vendem gradualmente por meio de vários pedidos pequenos.
Nos Estados Unidos, há cerca de 1.200 torrefadores. Os torrefadores têm a maior margem de lucro na cadeia de produtos.
O café chega aos consumidores por meio de cafeterias e lojas especializadas que vendem café, das quais aproximadamente 30% são redes, e por meio de supermercados e redes varejistas tradicionais. Supermercados e redes varejistas tradicionais detêm cerca de 60% da participação de mercado e são o principal canal para cafés especiais e não especiais. Doze bilhões de libras de café são consumidas anualmente no mundo todo, e só nos Estados Unidos há mais de 130 milhões de consumidores de café.
O café também é comprado e vendido por investidores e especuladores de preços como uma mercadoria negociável. Os contratos futuros de café arábica são negociados na Bolsa de Valores de Nova York (NYBOT) sob o símbolo KC, com entregas de contratos ocorrendo todos os anos em março, maio, julho, setembro e dezembro. Os futuros do café Robusta são negociados na ICE London (Liffe) sob o símbolo RC, com entregas contratuais ocorrendo todos os anos em janeiro, março, maio, julho, setembro e novembro.

## Café e meio ambiente
Originalmente, o cultivo do café era feito à sombra das árvores, que forneciam habitat natural para muitos animais e insetos, aproximando-se aproximadamente da biodiversidade de uma floresta natural. Esses agricultores tradicionais usavam composto de polpa de café e excluíam produtos químicos e fertilizantes. Eles também cultivavam bananeiras e árvores frutíferas para fazer sombra aos cafeeiros, o que proporcionava renda adicional e segurança alimentar.
No entanto, nas décadas de 1970 e 1980, durante a Revolução Verde, a Agência dos Estados Unidos para o Desenvolvimento Internacional e outros grupos doaram oitenta milhões de dólares às plantações na América Latina para avanços que acompanhassem a mudança geral para a agricultura tecnificada. Estas plantações substituíram as suas técnicas de cultivo à sombra por técnicas de cultivo ao sol para aumentar os rendimentos, o que por sua vez destruiu florestas e biodiversidade.
O cultivo ao sol envolve o corte de árvores e altos investimentos em fertilizantes químicos e pesticidas . Problemas ambientais, como desmatamento, poluição por pesticidas, destruição de habitats, degradação do solo e da água, são os efeitos da maioria das fazendas de café modernas, e a biodiversidade na fazenda de café e nas áreas vizinhas sofre. Dos 50 países com as maiores taxas de desflorestação entre 1990 e 1995, 37 eram produtores de café.
Como resultado, houve um retorno aos métodos tradicionais e novos de cultivo de variedades tolerantes à sombra. O café cultivado à sombra pode muitas vezes ganhar um prêmio como uma alternativa ambientalmente mais sustentável ao café cultivado ao sol.